# ثروت عكاشة
ثروت عكاشة (مواليد القاهرة بمصر 1921 - 27 فبراير 2012). كان وزيرا للثقافة ونائب رئيس الوزراء المصري سابقا.

## نشأته وحياته
ولد ثروت سنة 1921 بالقاهرة، تدرج في المنهج التعليمي حتى حصل على بكالوريوس العلوم العسكرية من الكلية الحربية 1939، ثم وكيل أركان حرب 1948 ثم حصل على ماجستير في الصحافة عام 1951 ثم حصل على الدكتوراه في الآداب من جامعة السوربون عام 1960، وهو أخو عالم النفس أحمد عكاشة.

## المؤهلات العلمية
- الكلية الحربية 1939.
- كلية أركان الحرب 1945 - 1948.
- دبلوم الصحافة كلية الآداب، جامعة فؤاد الأول 1951.
- دكتوراه في الآداب من جامعة السوربون بباريس 1960.

## مناصب
- ضابط بالقوات المسلحة.
- رئيس تحرير مجلة التحرير 1952 - 1953.
- ملحق عسكري بالسفارة المصرية في بون ثم باريس ومدريد 1953 - 1956.
- سفير مصر في روما 1957 -1958
- وزير الثقافة والإرشاد القومي 1958 - 1962.
- رئيس المجلس الأعلى للفنون والآداب والعلوم الاجتماعية 1962 و 1966 - 1970.
- رئيس مجلس إدارة البنك الأهلي المصري 1962 - 1966.
- نائب رئيس الوزراء ووزير الثقافة 1966 - 1967.
- وزير الثقافـة 1967 - 1970.
- نائب رئيس اللجنة الدولية لإنقاذ مدينة البندقية 1967 - 1977.
- مساعد رئيس الجمهورية للشئون الثقافية 1970 - 1972.
- أستاذ زائر بالكوليج دو فرانس بباريس (تاريخ الفن) 1973.
- انتخب زميلا مراسلا بالأكاديمية البريطانية الملكية 1975.
- انتخب رئيسا للجنة الثقافة الاستشارية بمعهد العالم العربي بباريس 1990- 1993.
- عُيّن وزيراً لوزارة الثقافة والإرشاد القومي (وزير الإعلام) في الفترة من 8 أكتوبر 1958 حتى 19 سبتمبر 1960 .

### الهيئات التي ينتمى إليها
- عضو المجلس التنفيذي لمنظمة اليونسكو بباريس 1962 - 1970.
- عضو مجلس الأمة 1964 - 1966.
- عضو عامل في المجمع الملكي لبحوث الحضارة الإسلامية، مآب مؤسسة آل البيت 1994

## الخبرات الوظيفية
1. أسهم في العديد من المشروعات الثقافية والحضارية منها إنقاذ معبد أبو سمبل ومعبد فيلة.

### الأوسمة والجوائز التي حصل عليها
1. حصل على جائزة الدولة التقديرية عام 1987 إلى جانب العديد من الاوسمة المصرية والعالمية.

## الجوائز والأوسمـة
- الجائزة الأولى في مسابقة فاروق الأول العسكرية.
- وسام الفنون والآداب الفرنسى، عام 1965.
- وسام اللجيون دونير (وسام جوقه الشرف) الفرنسي بدرجة كوماندور، عام 1968.
- الميدالية الفضية لليونسكو تتويجا لإنقاذ معبدي أبو سمبل وآثار النوبة، عام 1968.
- الميدالية الذهبية لليونسكو لجهوده من أجل إنقاذ معابد فيلة وآثار النوبة، عام 1970.
- جائزة الدولة التقديرية في الفنون من المجلس الأعلى للثقافة، عام 1987.
- دكتوراه فخرية في العلوم الإنسانية من الجامعة الأمريكية بالقاهرة، عام 1995.
- جائزة مبارك في الفنون من المجلس الأعلى للثقافة، عام 2002

## مؤلفاته
تأليف
1. معجم المصطلحات الثقافية.[3]
2. الفن الإغريقي
3. الترجمات للمسرح المصري القديم ومذكرات ثروت عكاشة.
4. ترجمة مسخ الكائنات ل أوفيد
5. القيم الجمالية في العمارة الإسلامية
6. تاريخ الفن الروماني
7. موسوعة تاريخ الفن: العين تسمع والأذن ترى
8. ترجمة مولع بفاجنر ل جورج برنارد شو
9. مُوْلَعٌ حَذِرٌ بفاجنر
10. ترجمة اعمال جبران خليل جبران
11. مذكراتي في السياسة والثقافة

تحقيق
1. المعارف، لابن قتيبة الدينوري، صدر عن الهيئة العامة المصرية للكتاب سنة 1992م.[4]